# Albert O. Brown
Albert Oscar Brown, född 18 juli 1852 i Northwood i New Hampshire, död 28 mars 1937 i Manchester i New Hampshire, var en amerikansk politiker (republikan). Han var New Hampshires guvernör 1921–1923.
Albert O. Brown efterträdde 1921 John H. Bartlett som guvernör och efterträddes 1923 av Fred H. Brown.